# Tituly a vyznamenání Bernarda Montgomeryho

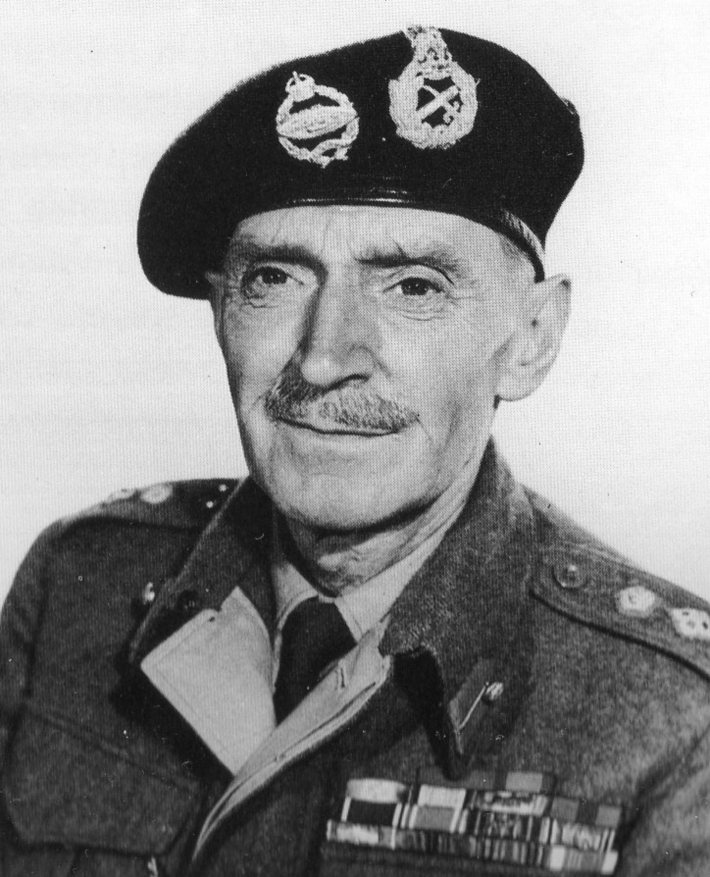
Montgomery v uniformě se stužkami udělených vyznamenání, 1944

Bernard Law Montgomery, 1. vikomt Montgomery z Alameinu, známý také jako „Monty“ nebo „The Spartan General“, polní maršál britské armády, který bojoval v první i druhé světové válce, obdržel řadu britských i zahraničních řádů a medailí. Za své úspěchy v bitvě o El Alamein získal šlechtický titul. V mnoha zemích po něm byla pojmenována náměstí i ulice.

## Šlechtický titul
Dědičný titul Vikomta z El Alameinu (anglicky: Viscountcy Montgomery of Alamein) byl vytvořen 31. ledna 1946 pro polního maršála Sira Bernarda Montgomeryho. Název připomíná jeho klíčové vítězství v Druhé bitvě u El Alameinu (23. října 1942 – 3. listopadu 1942).

## Vojenské hodnosti

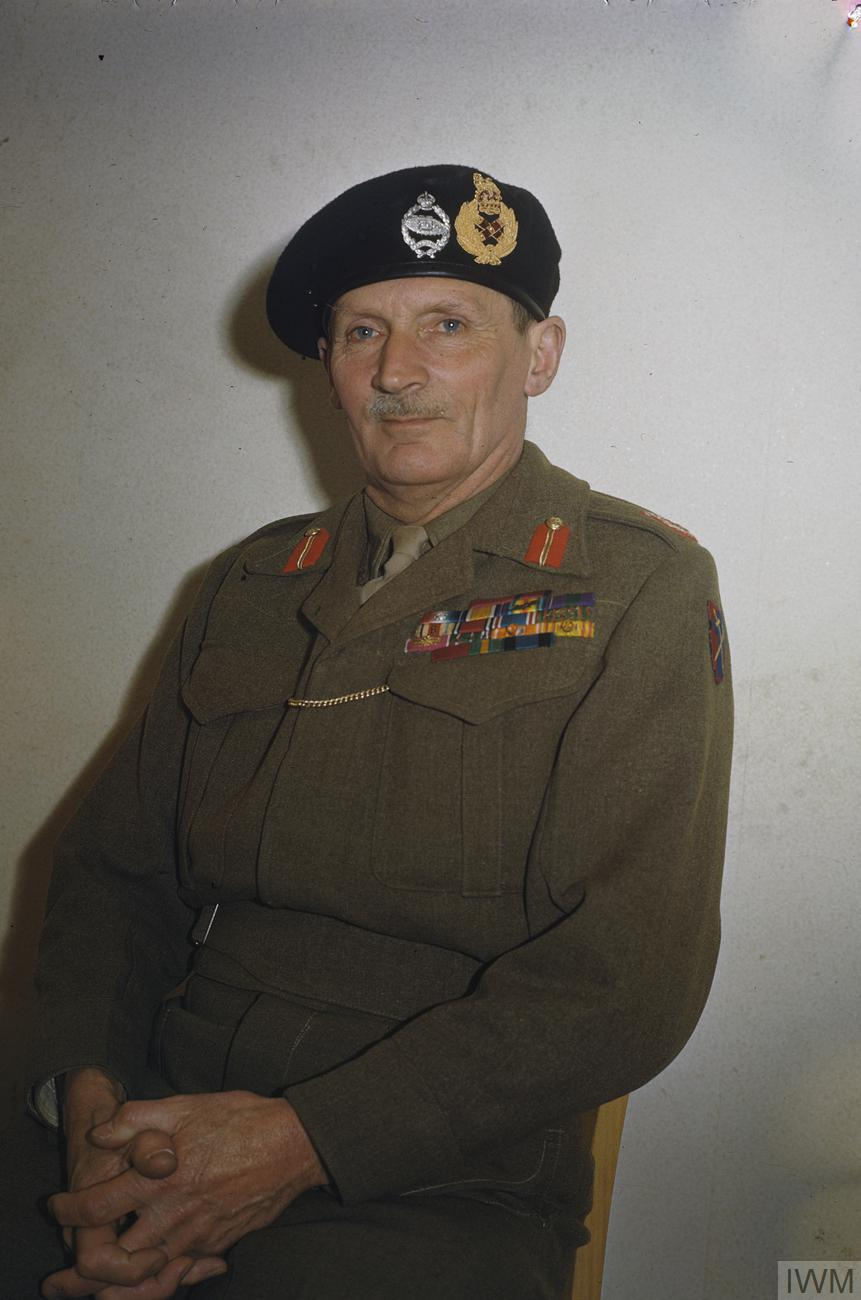
Montgomery s baretem Royal Tank Regiment, 1945

- poručík – 19. září 1908, Royal Warwickshire Regiment[3]
- nadporučík – 1. dubna 1910[3]
- kapitán (dočasná hodnost) – 14. září 1914 – 13. října 1914[3]
- kapitán – 14. října 1914[3]
- major (dočasná hodnost) – 22. ledna 1917 – 15. července 1918 a 12. dubna 1919 – 2. září 1919[3]
- major – 25. července 1925[3]
- podplukovník (dočasná hodnost) – 16. července 1918 – 11. dubna 1919, 4. září 1919 – 5. listopadu 1919 a 23. ledna 1926 – 31. prosince 1927[3]
- podplukovník – 17. ledna 1931[3]
- plukovník – 29. června 1937[3]
- brigádní generál (dočasná hodnost) – 5. srpna 1937 – 27. října 1938[3]
- generálmajor – 28. října 1938[3]
- generálporučík – 16. října 1942[3]
- generál – 11. listopadu 1942[3]
- polní maršál – 1. září 1944[3]

## Vyznamenání

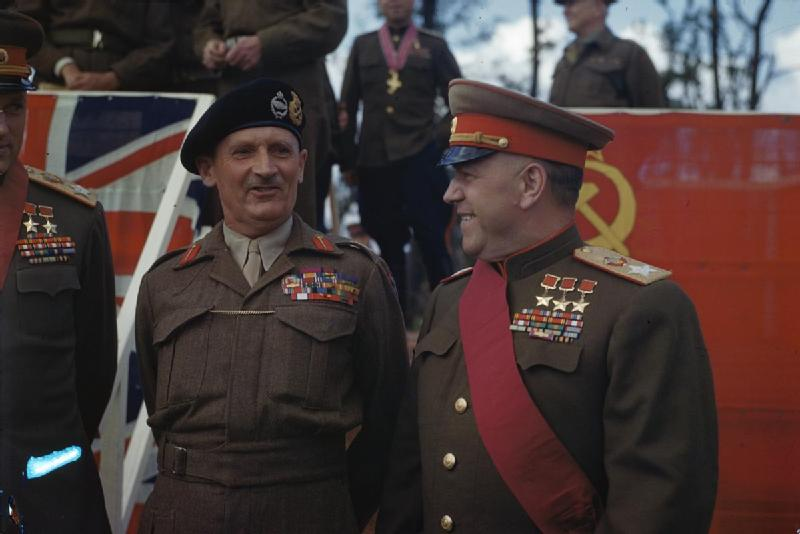
Montgomery s maršálem Žukovem u Braniborské brány v roce 1945

### Britská vyznamenání
- rytíř Podvazkového řádu – 3. prosince 1946[4]
- rytíř velkokříže Řádu lázně – 14. června 1945[5]
- rytíř-komandér Řádu lázně – 11. listopadu 1942[6]
- společník Řádu lázně – 11. července 1940[7]
- Řád za vynikající službu – 1. prosince 1914[8]
- Britská válečná medaile[3]
- Hvězda 1914-15[3]
- Mentioned in Despatches – 17. února 1915, 4. ledna 1917, 11. prosince 1917, 20. prosince 1918, 5. července 1919, 15. července 1939, 24. června 1943 a 13. ledna 1944

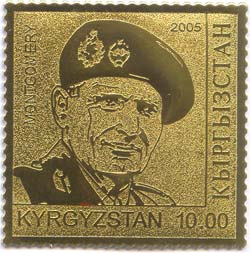
Montgomery na kyrgyzské poštovní známce

### Zahraniční vyznamenání
- Belgie
  -  velkodůstojník Řádu Leopolda II. – 1947[9]
  -  Válečný kříž s palmou – 1947[9]
- Československo
  -  Řád Bílého lva za vítězství I. třídy – 1947[9]
  -  Československý válečný kříž 1939 – 1947
- Dánsko
  -  rytíř Řádu slona – 2. srpna 1945[10]
- Etiopské císařství
  -  velkostuha Řádu Šalomounovy pečeti – 1949[11]
- Francie
  -  Croix de Guerre 1914–1918 – 1919[12]
  -  velkokříž Řádu čestné legie – květen 1945
  -  Médaille militaire – 1958
- Lucembursko
  -  Vojenská medaile – 17. listopadu 1948[13]
- Nizozemsko
  -  velkokříž Řádu nizozemského lva – 16. ledna 1947[9]
- Norsko
  -  velkokříž Řádu svatého Olafa – 1951[14]
- Polsko
  -  stříbrný kříž Virtuti Militari – 31. října 1944[15][16]
  -  velkokříž Virtuti Militari – 1945[17]
- Řecko
  -  velkokomtur Řádu Jiřího I. – 20. června 1944[18]
- Sovětský svaz
  -  Řád vítězství – 21. června 1945 – za velmi vysoké zásluhy  ve velkých bojových operacích, které vedly k vítězství spojenců proti nacistickému Německu[19]
  -  Řád Suvorova I. třídy – 16. ledna 1947
- Spojené státy americké
  -  Army Distinguished Service Medal –  1947[20]
  -  vrchní velitel Legion of Merit – 10. srpna 1943[21]

## Eponyma

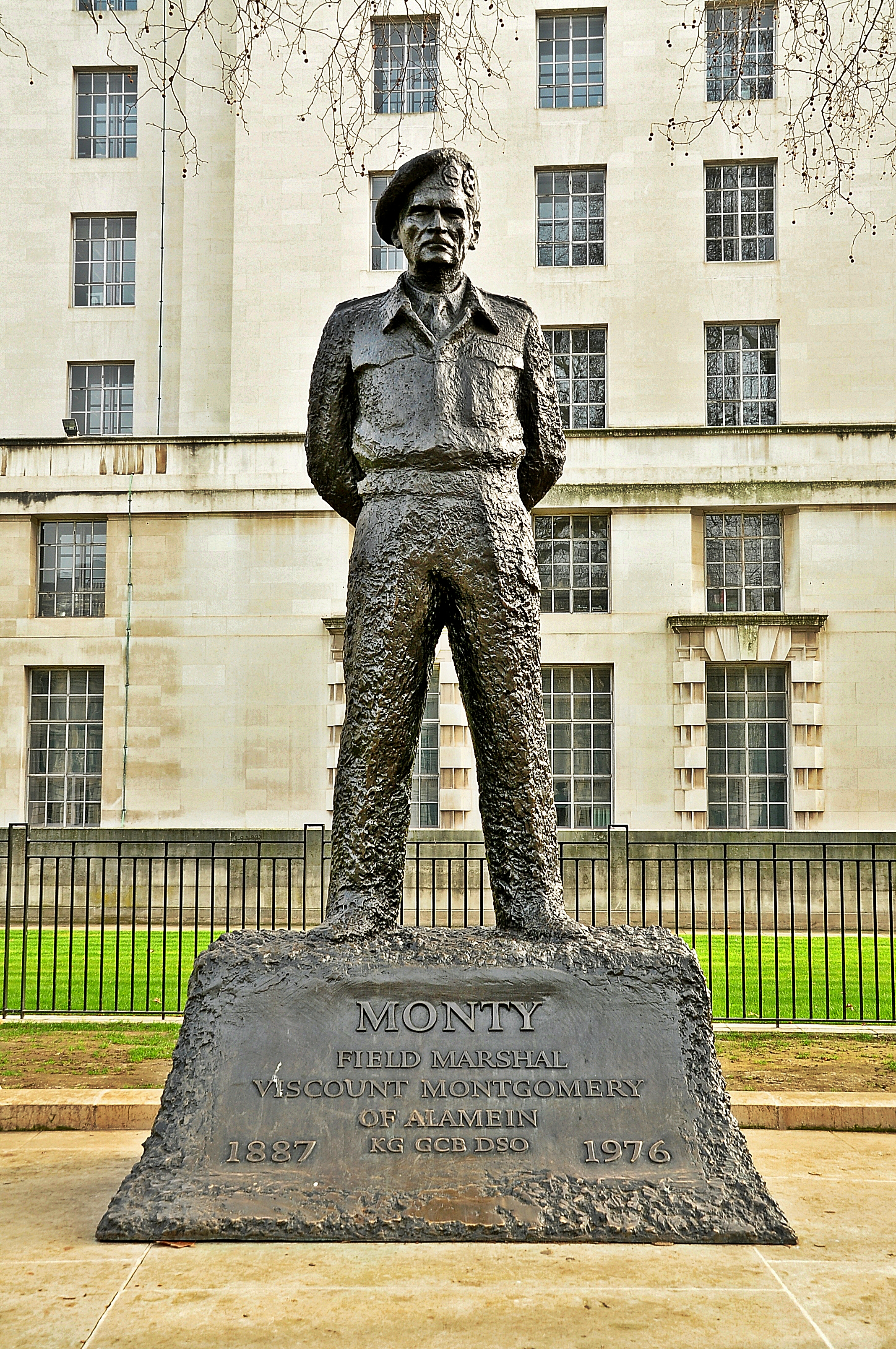
Socha Oscara Nemona odhalená roku 1980

- náměstí Montgomeryplein v Bruselu, dále náměstí v Knokke, Kuurne a Diestu
- Montgomerydok v Ostende získalo tento název 8. dubna 1948
- Colleville-Montgomery[22]
- náměstí v Helmondu, Eindhovenu, Soesterbergu, Middelburgu a Nederweertu

## Další pocty
- Portrét Montgomeryho od Franka O. Salisburyho (1945) visí v Národní portrétní galerii v Londýně.[23]
- Socha Montgomeryho od Oscara Nemona stojí po boku polního maršála Lorda Slima a polního maršála lorda Alanbrooka před Ministerstvem obrany ve Whitehallu.[24]